# Florence Esté
Florence Esté (Cincinnati, 1860 – París, 25 de abril de 1926) fue una pintora estadounidense. Se caracterizó por sus óleos aunque también trabajó acuarela, pastel y grabados. Era principalmente conocida por sus paisajes, de los que se decía que habían sido influenciados por obras de arte japonesas y destacaban por su "armonía de color". Su obituario en The New York Times se refirió a ella como "una de las paisajistas más conocidas".

## Educación y carrera
En 1874, siendo adolescente viajó a Francia junto a Emily Sartain, allí estudió con el pintor Tony Robert-Fleury y trabajó en el taller de Emily Sartain y Jeanne Rongier. Entre 1876 y 1882, estudió con Thomas Eakins en la Pennsylvania Academy of the Fine Arts (PAFA). Alrededor de 1886, su amiga Cecilia Beaux y otras artistas jóvenes, como Dora Brown y Julia Foote, estudiaron con William Sartain en la Escuela de Diseño para Mujeres de Filadelfia, donde su hermana Emily Sartain era la directora.
En 1884, aprendió a grabar en la prensa de Stephen Parrish y de su compañero, Stephen Ferris. Ambos dieron clases de grabado en la academia de Pensilvania. Varias de las mujeres de la academia destacaron en el renacimiento del grabado estadounidense, incluidas Esté, Gabrielle Clements, Blanche Dillaye, Margaret Lesley, Margaret Levin y Mary Franklin.
En 1888, se mudó a Francia permanentemente. En París, se matriculó en la Académie Colarossi donde estudió con Alexander Nozal (1852-1929) y Raphaël Collin (1850-1916). Permaneció en Francia durante la Primera Guerra Mundial. La artista Elizabeth Nourse declaró en 1915: "Florence Esté vuelve a pintar en París después de un verano aterrador, ya que el pueblo donde trabajaba tuvo que ser evacuado al acercarse el enemigo".
Se convirtió en miembro de la Société Nationale des Beaux-Arts de Francia alrededor de 1909 y expuso en los salones de París. Su cuadro Un Bourg breton (Un pueblo bretón) fue comprado por el gobierno francés en 1918. Su cuadro La Vallée (El Valle) fue comprado por el Estado en 1921. Algunos de sus cuadros fueron colgados en la Galería Luxemburgo de París. También fue miembro honorario del Philadelphia Water Color Club, y continuó exhibiendo en Estados Unidos en la Exposición anual de acuarela de Filadelfia, el Instituto de Arte de Chicago y la Pennsylvania Academy of the Fine Arts (PAFA). Sus acuarelas ganaron el premio PAFA en 1925.

## Armory Show
El Armory Show de 1913 contó con la Asociación Americana de Pintores y Escultores, supuso una de las primeras exposiciones de arte moderno. Cincuenta mujeres participaron como artistas y donantes en este espectáculo revolucionario, representando una sexta parte de las contribuciones. Estas mujeres pueden considerarse líderes importantes, forjando los comienzos del movimiento artístico feminista.
Esté exhibió dos de sus acuarelas, The Village y The First Snow en el Armory Show de 1913. The First Snow se mostró anteriormente en la Exposición de Acuarelas de Filadelfia, donde recibió la siguiente reseña: "Una imagen interesante, casi monocromática, de Florence Esté, titulada The First Snow, fue la más eficaz gracias a la simplicidad del medio sobre fondo tintado".

## Vida personal
Entre los buenos amigos de Esté se encontraban compañeros de la Academia de Pensilvania, Elizabeth MacDowell, Alice Barber Stephens, Mary K. Trotter y Gabrielle D. Clements.
Florence Esté murió en París el 25 de abril de 1926.

## Galería

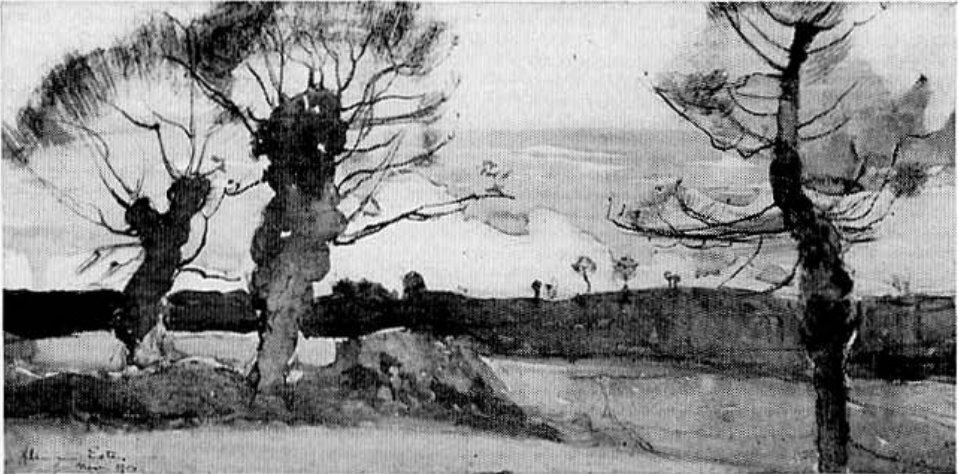
November.
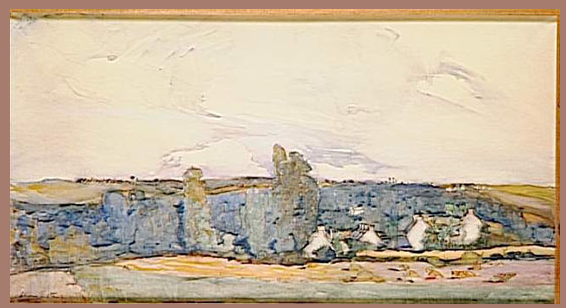
Un Bourg Breton.
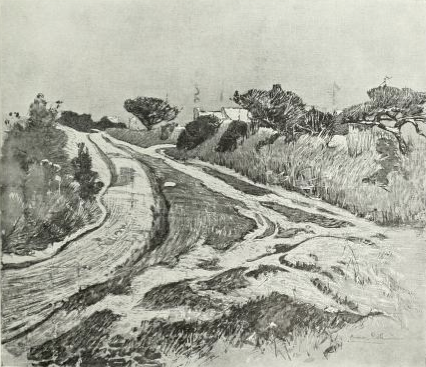
The First Snow.
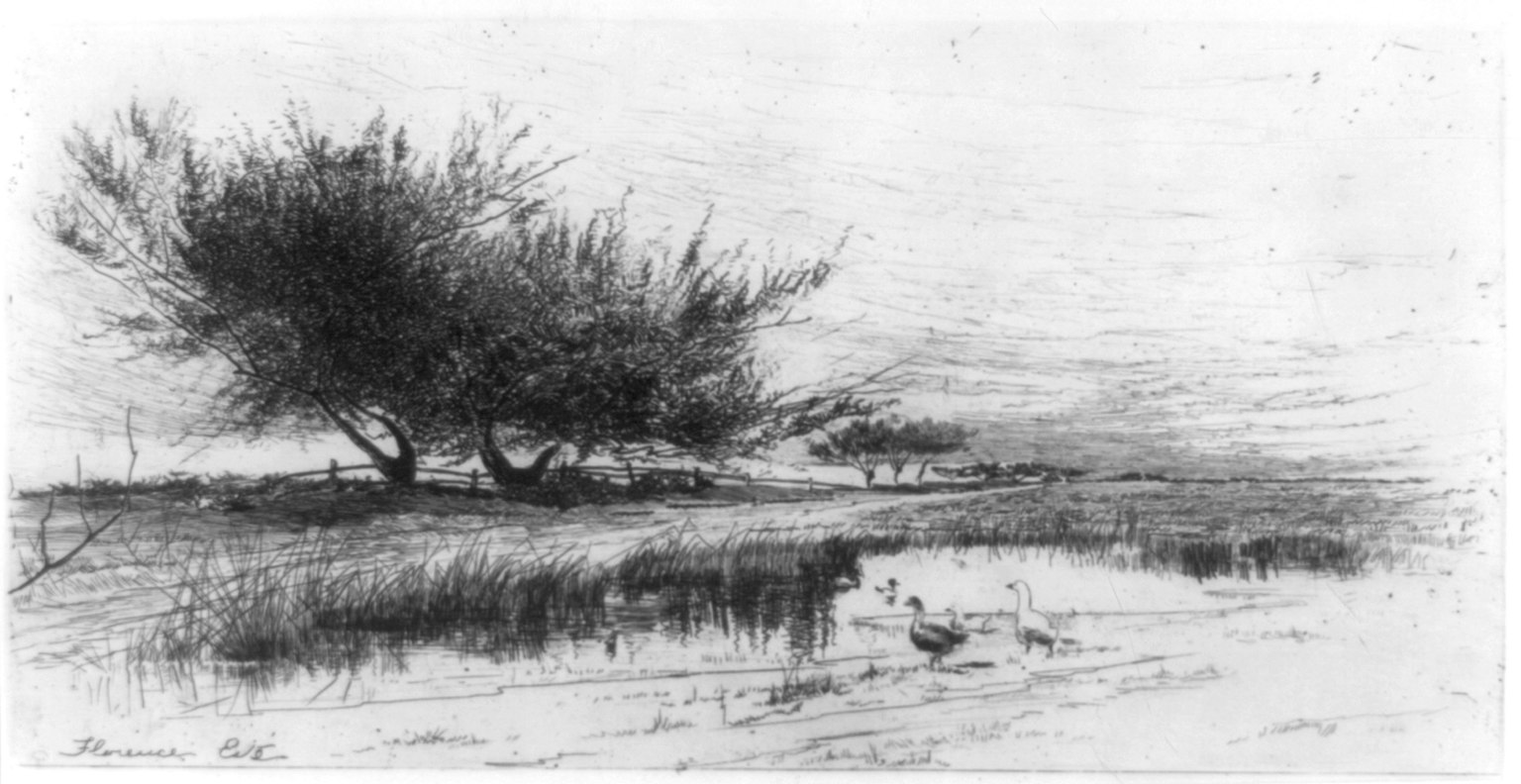
Landscape with ducks.
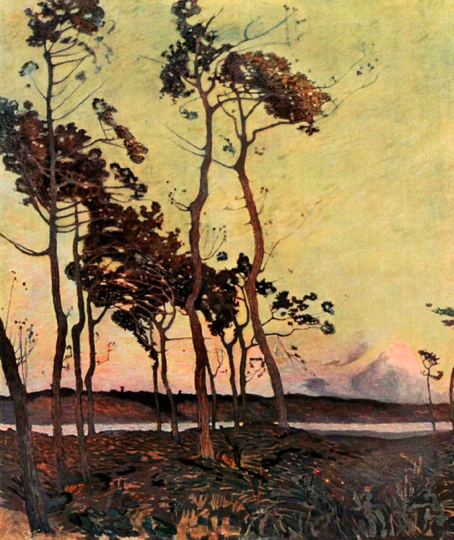
La Baie de l'Orne.